# ヴァルラフ・リヒャルツ美術館
ヴァルラフ・リヒャルツ美術館（ヴァルラフ・リヒャルツびじゅつかん、Wallraf-Richartz-Museum）は、ドイツのケルンにある美術館である。中世から近代までの美術品を所蔵している。

## 沿革
美術館の始まりは、1824年にケルンの大司教などを務めた、ヴァルラフ（Ferdinand Franz Wallraf）が遺言で自分の邸と集めた美術品などをケルン市に寄付したことに始まり、1827年にヴァルラフ邸は公開されるようになった。
1844年に学芸員となったヨハン・アントン・ランブー(Johann Anton Ramboux)が美術館の拡張の必要性を指摘し、ケルンの商人、リヒャルツ(Johann Heinrich Richartz)が新しい美術館建設の資金を寄付した。新しい美術館の建設は1855年から始まり、1861年に開館した。
その後も寄付によって収蔵品は増加し、1976年に分割され、主に現代美術を展示するルートヴィヒ美術館が設立された。
2001年に、美術館は新しい建物に移動し、同じ年に、コルバード財団から多数の印象派、新印象派の作品の貸与を受けて展示している。

## コレクション
中世絵画、特にシュテファン・ロッホナーによって最盛期を迎えたケルン派（de:Kölner Malerschule；13世紀から16世紀の宗教画）の作品やアルブレヒト・デューラーの『ヤーバッハ祭壇画 』(右側パネル) などのルネサンス芸術、ルーベンスの『聖家族およびエリサベツと洗礼者ヨハネ』やレンブラントの『ゼウクシスとしての自画像』を始めとするバロック絵画、19世紀に入ってロマン主義や印象派、ポスト印象派、20世紀初頭のドイツ絵画を擁している。羊皮紙に描かれたミニチュア画やデッサンもそのコレクションに含まれている。

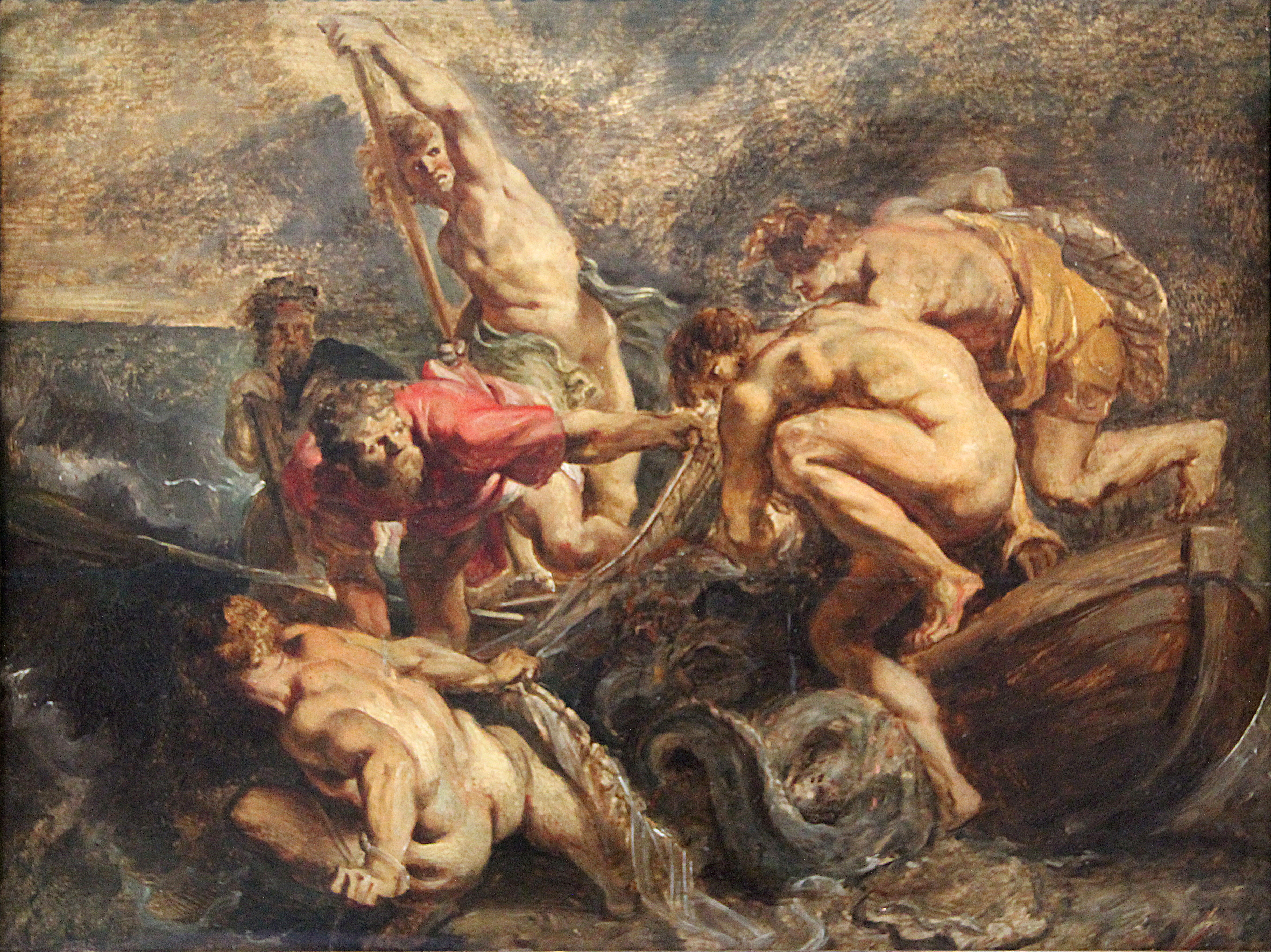
奇跡の漁り (1610) ピーテル・パウル・ルーベンス.

2008年には独自の研究により、所蔵しているクロード・モネ作とされてきた『On the Banks of the Seine by Port Villez』が贋作であると発表した。

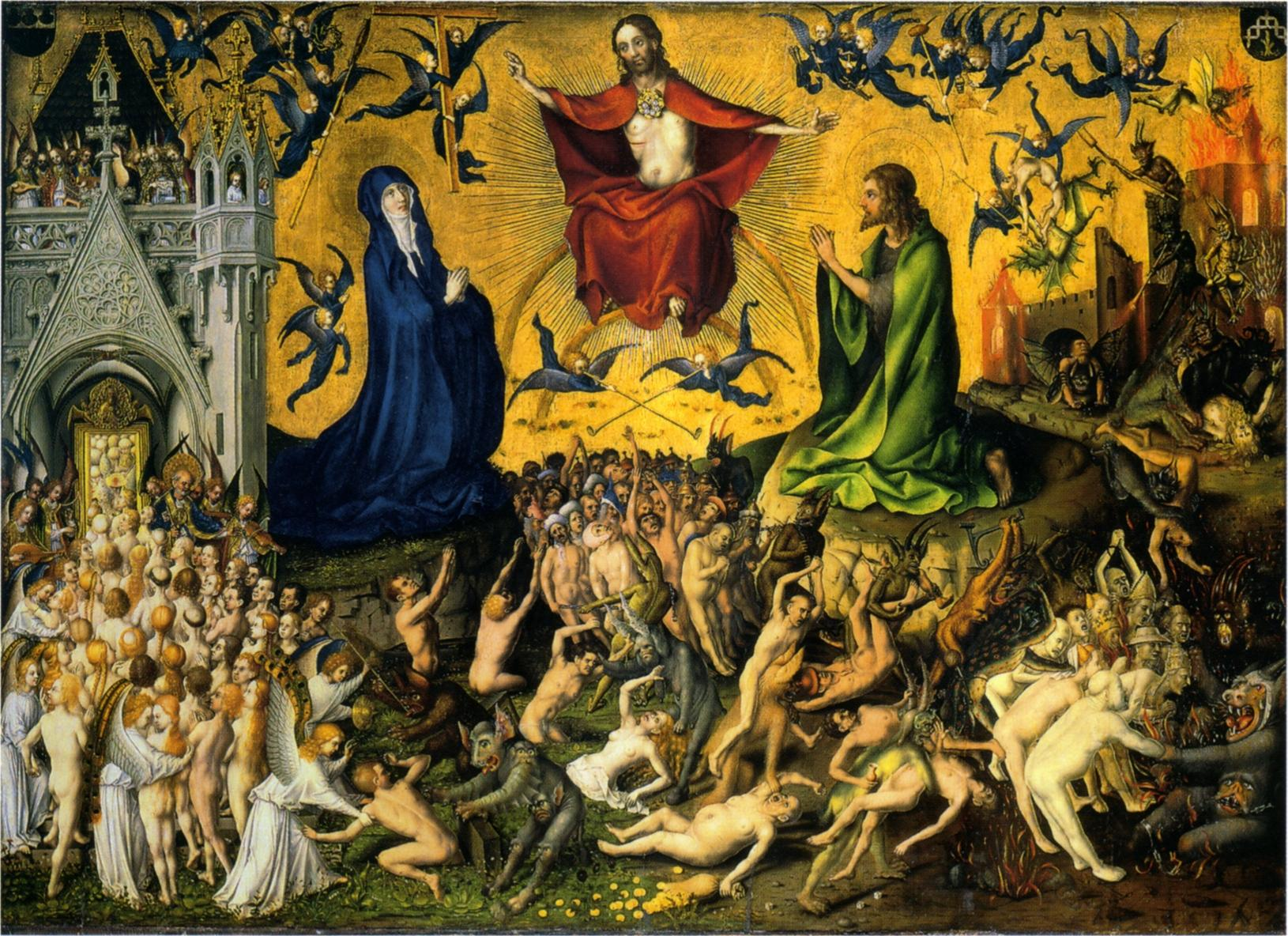
シュテファン・ロッホナー『最後の審判』1435年
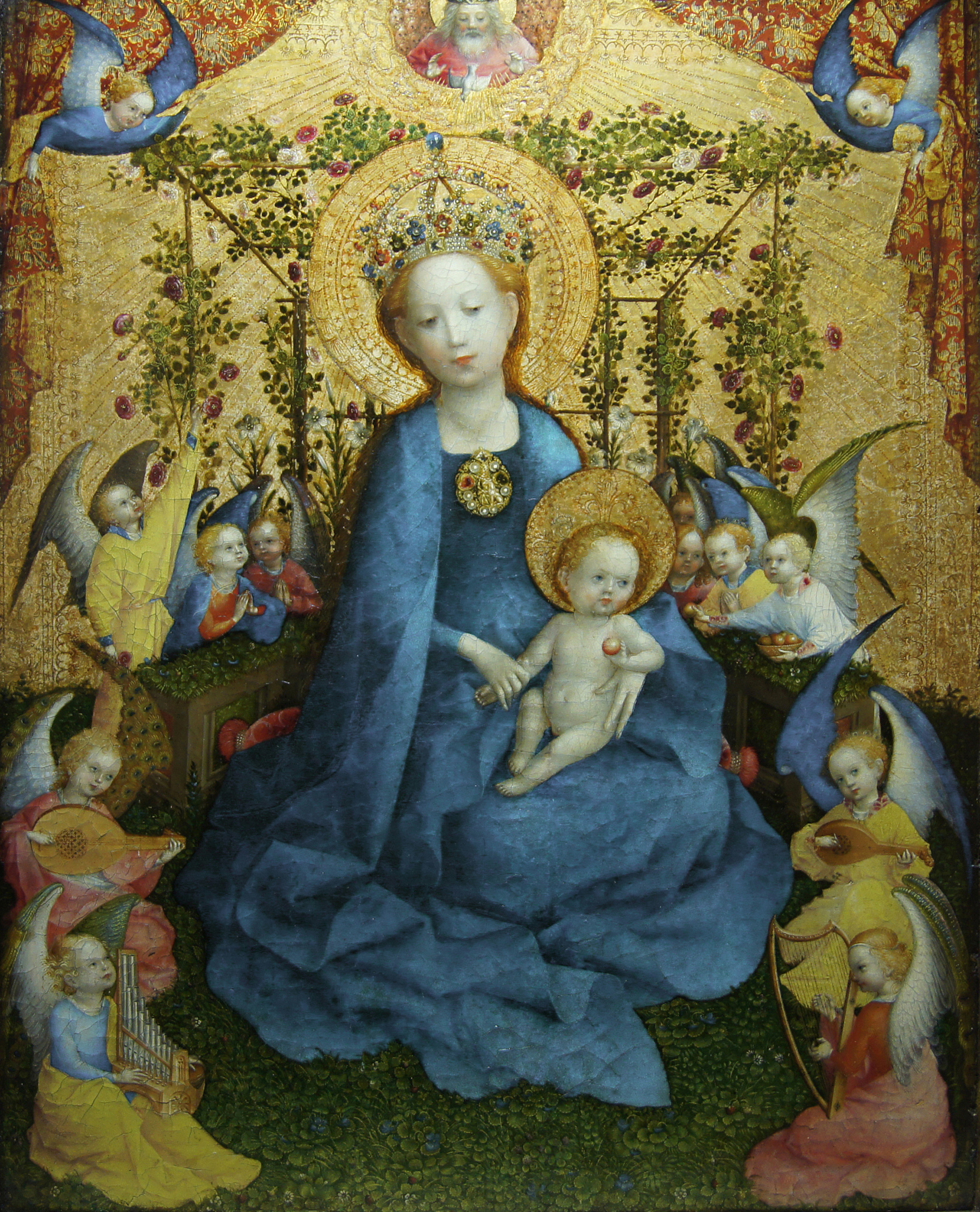
シュテファン・ロッホナー『薔薇垣の聖母』1448年
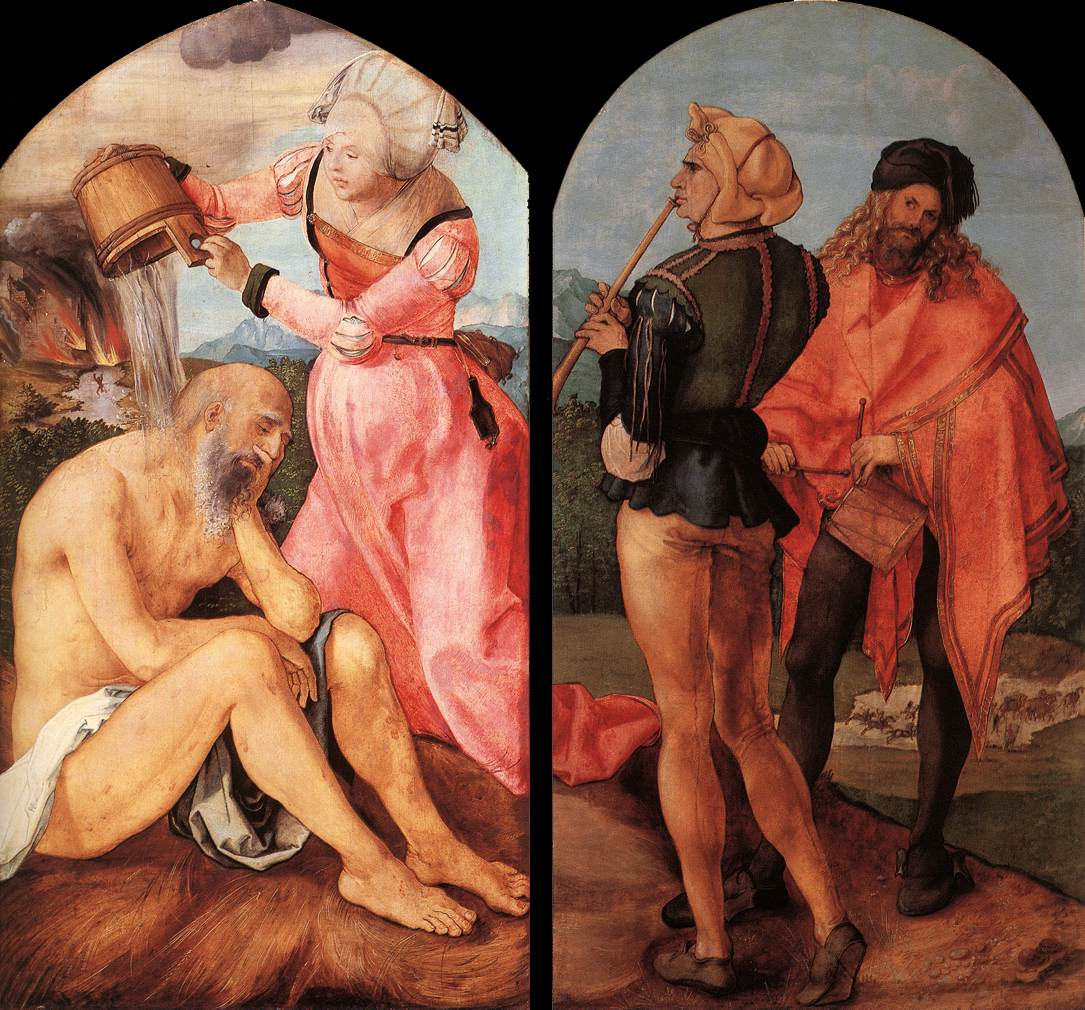
アルブレヒト・デューラー『ヤーバッハ祭壇画』 (右側パネル) 1503年-1504年頃
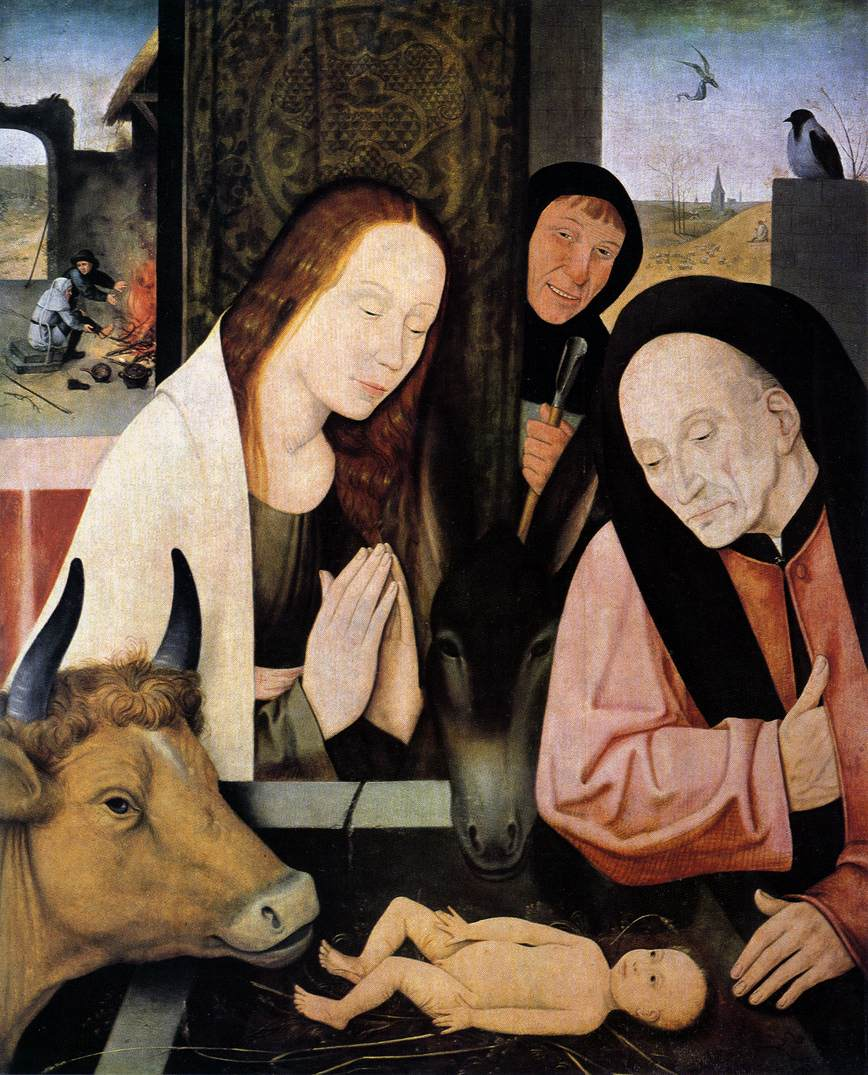
ヒエロニムス・ボス『幼子キリストの礼拝』(Adoration of the Child）1568年以降
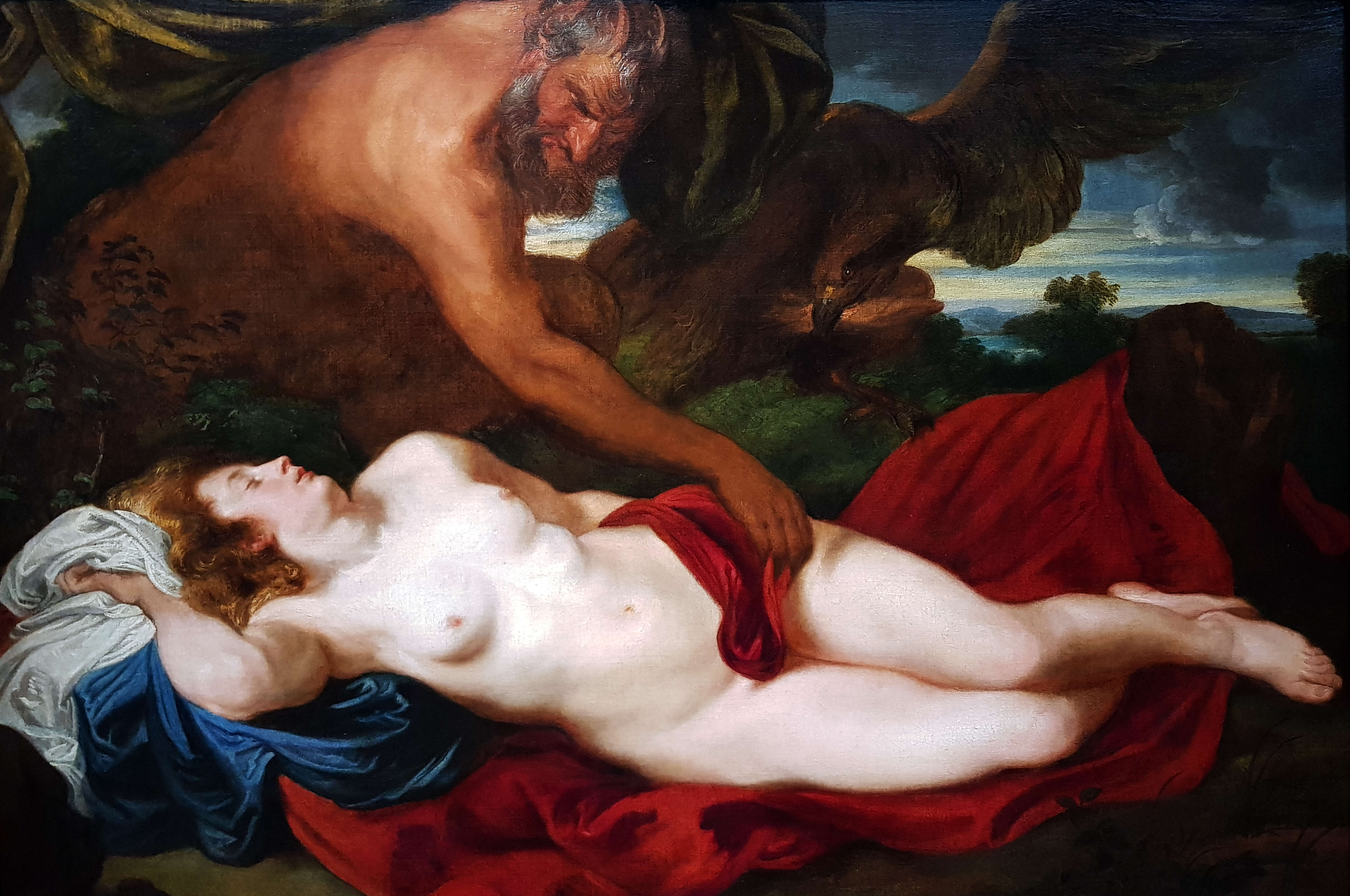
アンソニー・ヴァン・ダイク『ユピテルとアンティオペ』1618年-1621年頃
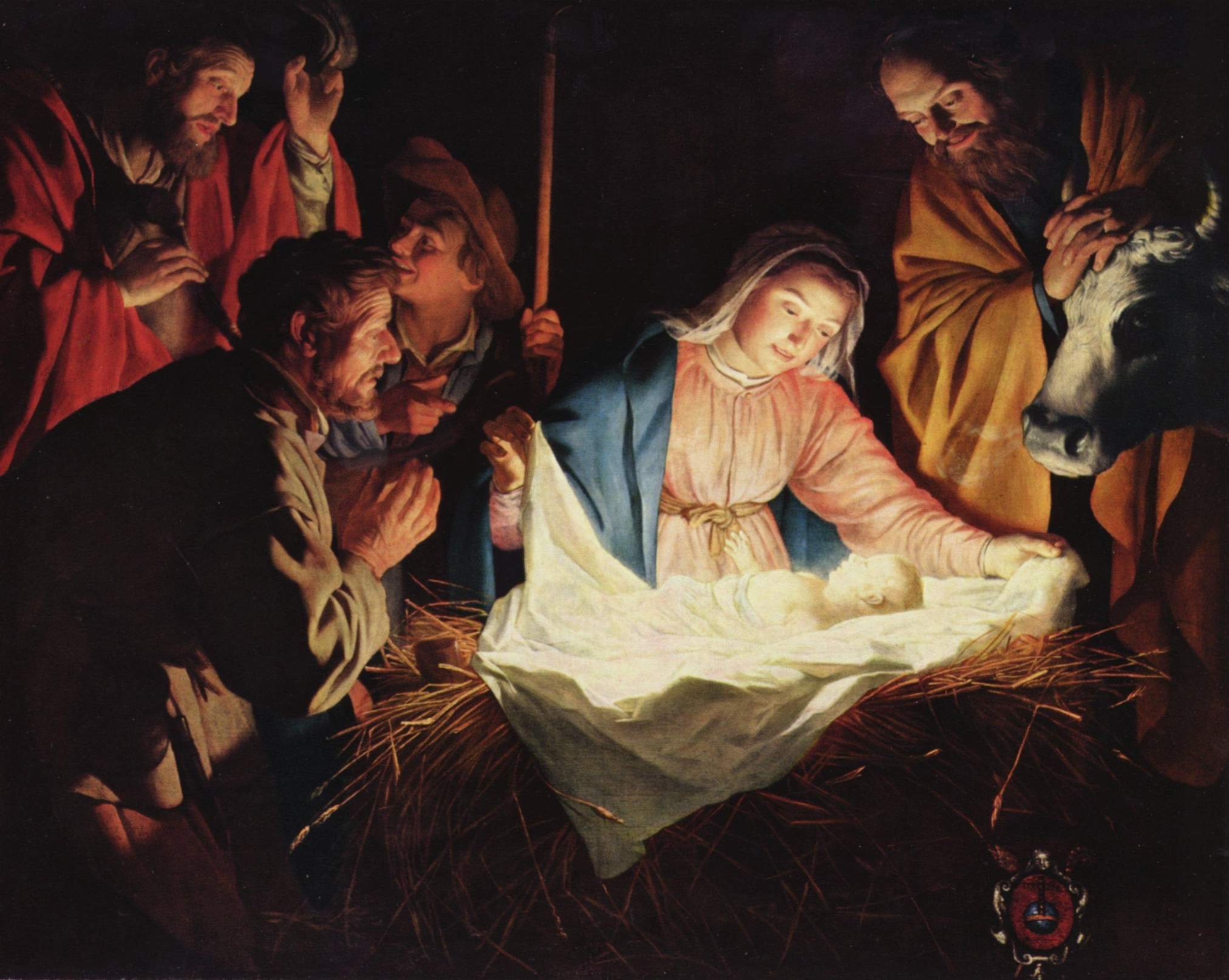
ヘラルト・ファン・ホントホルスト『羊飼いの礼拝』（Adoration of the Shepherds）1622年
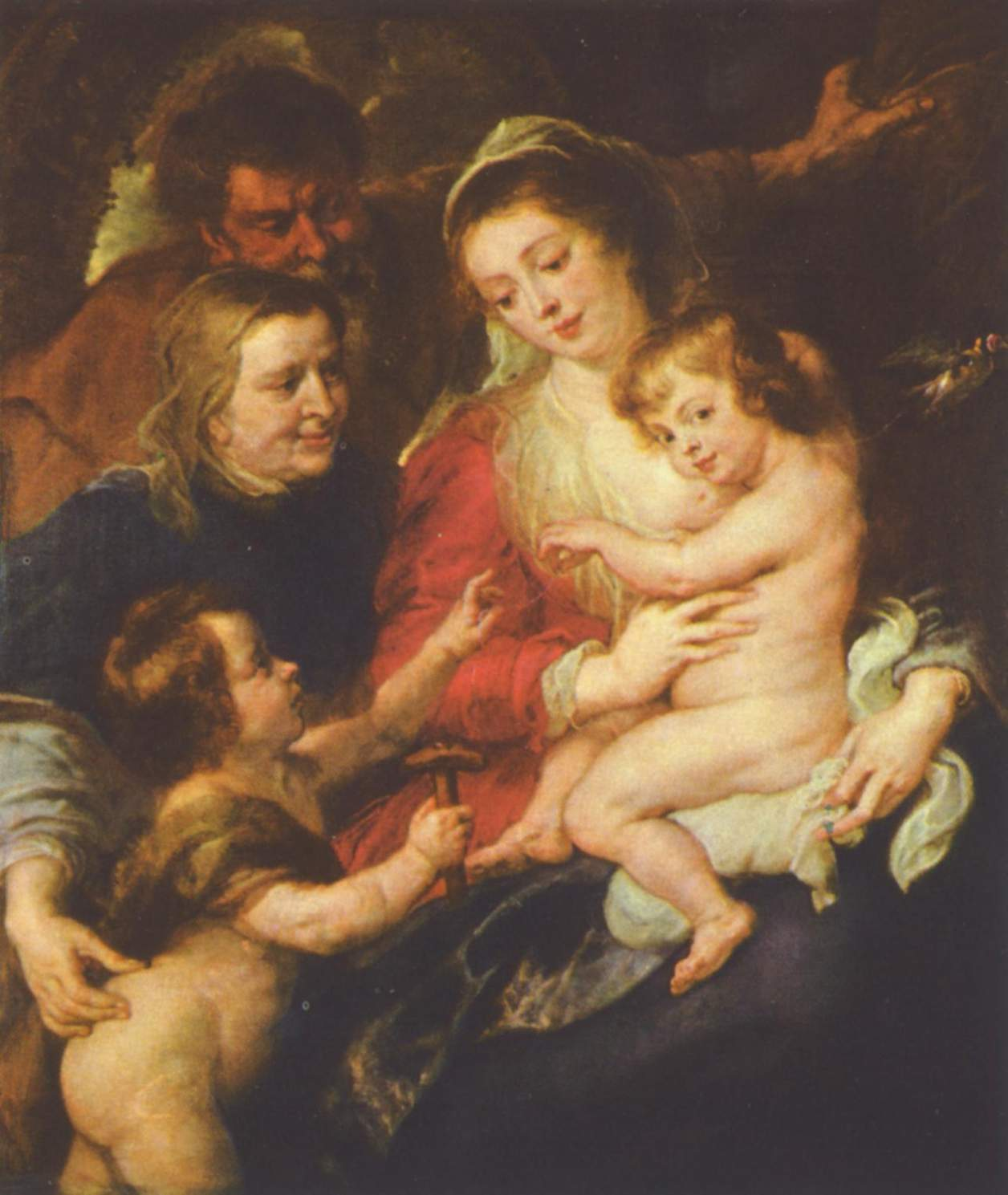
ピーテル・パウル・ルーベンス『聖家族』1634年
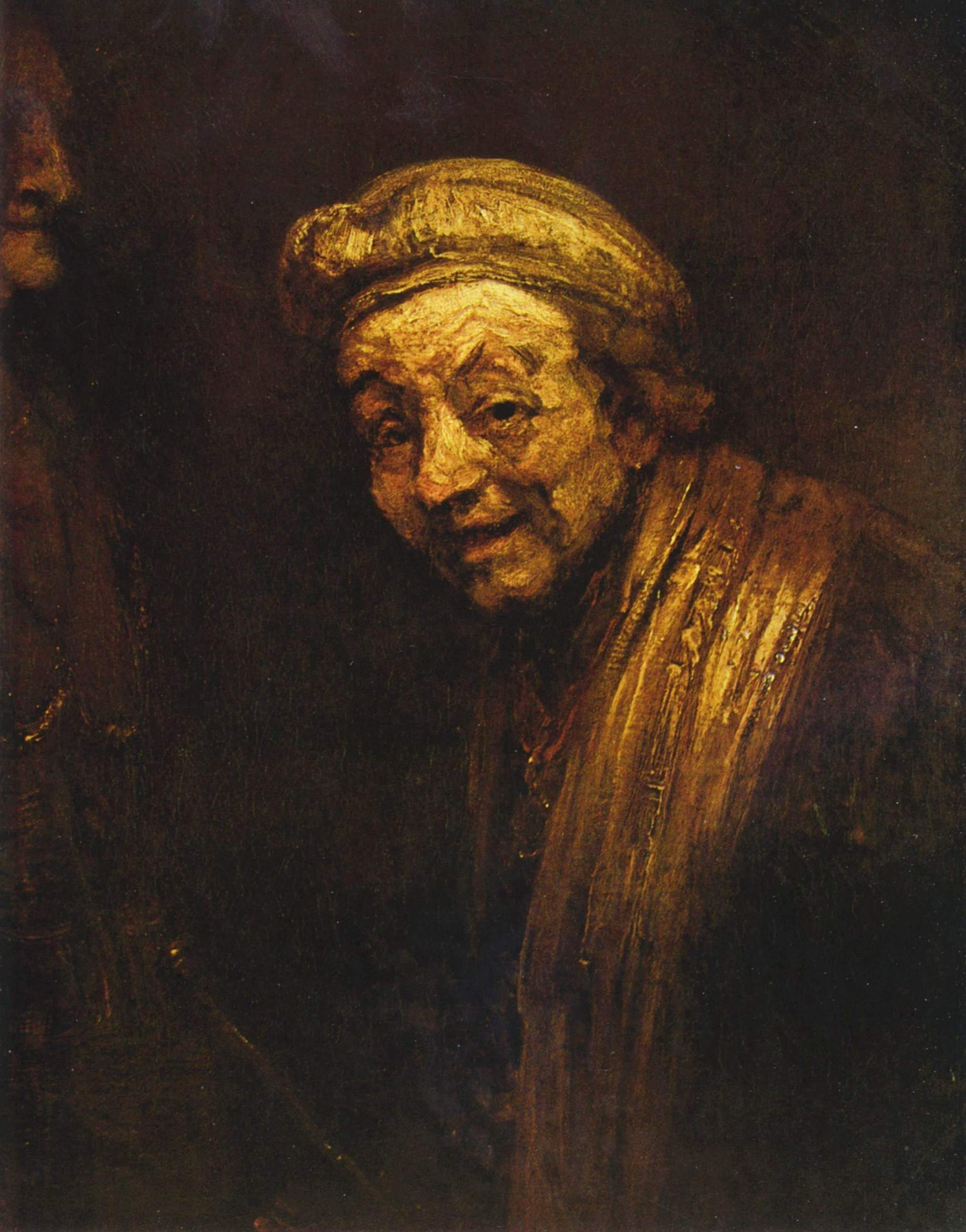
レンブラント・ファン・レイン『ゼウクシスとしての自画像』1668年頃
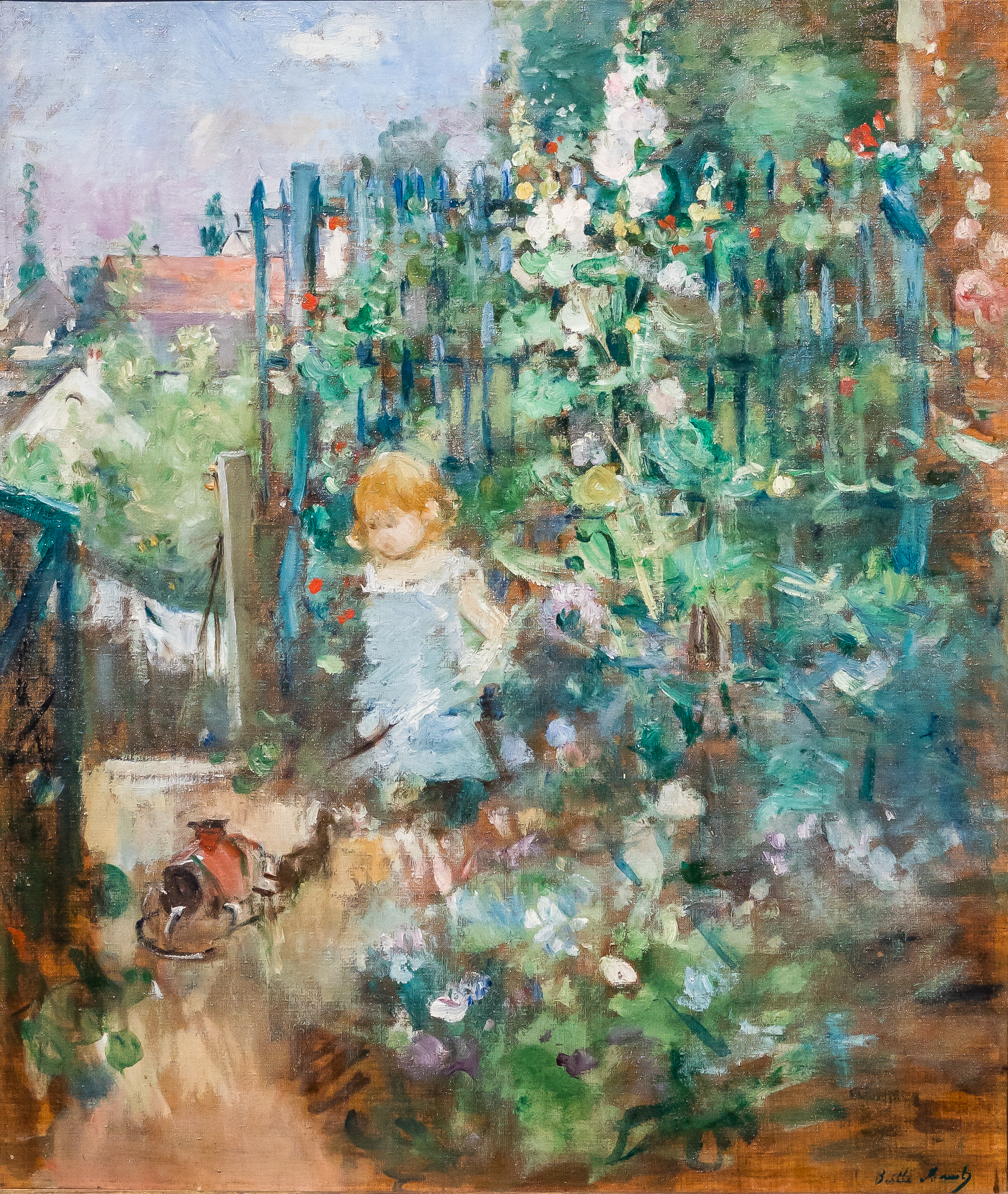
ベルト・モリゾ, Child among staked roses, 1881年
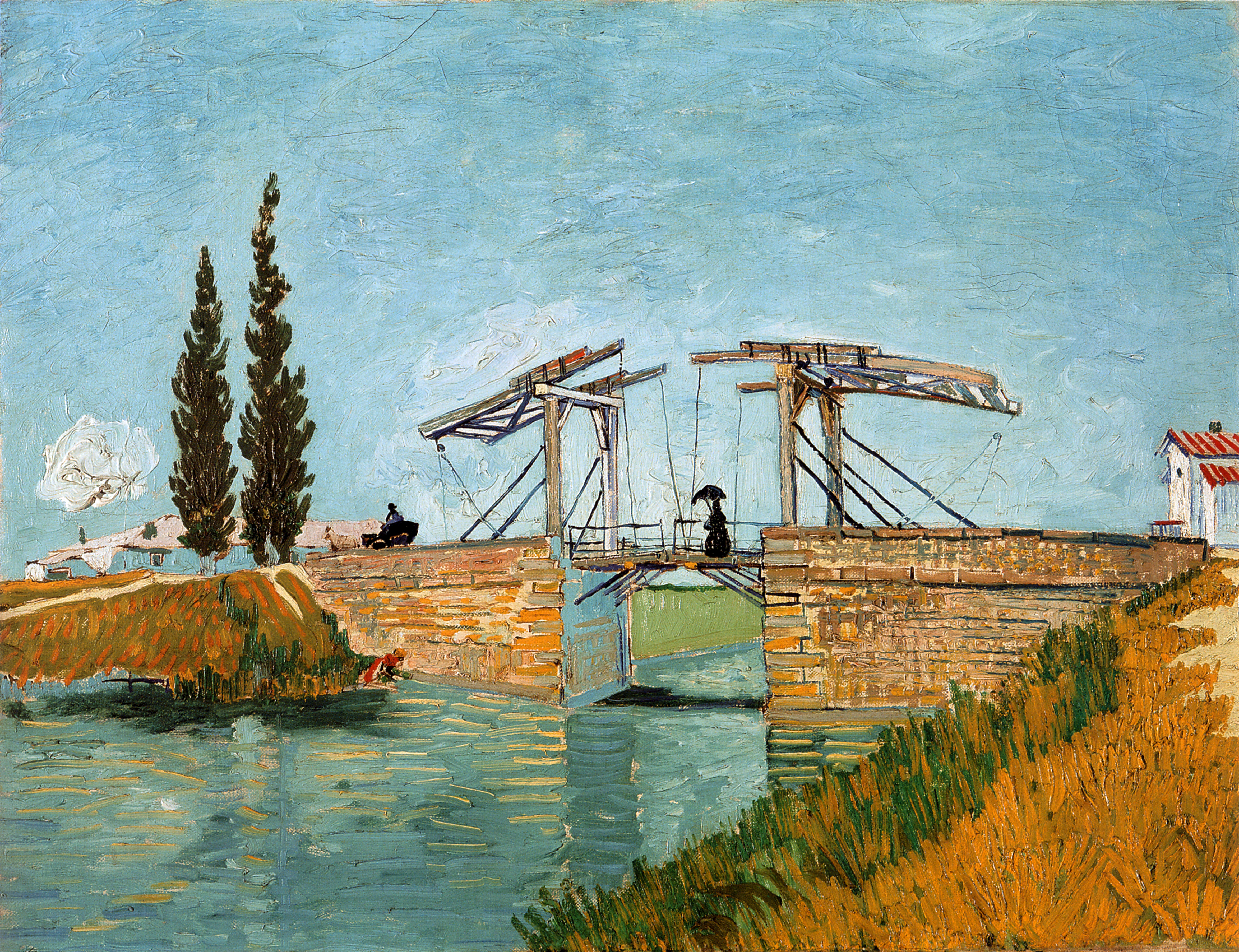
フィンセント・ファン・ゴッホ『アルルの跳ね橋』(Langlois Bridge at Arles) 1888年
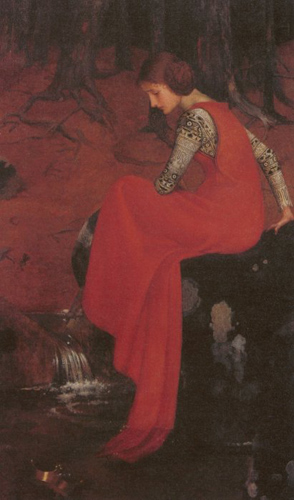
マリアンヌ・ストークス, Melisande , Tempera on canvas, 1895年-1898年